# Soy Luna Remixes
Soy Luna Remixes (AtellaGali Remixes) este primul album remix al serialului Soy Luna. Prezintă remixuri dance-pop ale cântecelor din  La vida es un sueño și  Soy Luna, remixate de AtellaGali. Albumul a fost lansat pe 6 octombrie 2017 în unele țări din America Latină în versiune fizică.

 Pe 29 septembrie a fost lansat videoclipul melodiei „Cuenta Conmigo” ca o modalitate de a face publicitate albumului. Zile mai târziu, albumul a fost confirmat oficial și a fost lansat pe 6 octombrie 2017.

## Lista melodiilor
| Nr. | Titlu                                   | Lungime |  |
| 1.  | „Alas (AtellaGali Remix)”               | 3:40    |  |
| 2.  | „Alzo Mi Bandera (AtellaGali Remix)”    | 2:53    |  |
| 3.  | „Cuenta Conmigo (AtellaGali Remix)”     | 3:17    |  |
| 4.  | „I've Got A Feeling (AtellaGali Remix)” | 2:45    |  |
| 5.  | „Stranger (AtellaGali Remix)”           | 3:07    |  |
| 6.  | „Siempre Juntos (AtellaGali Remix)”     | 3:40    |  |